# Хрістіане Пільке
Хрістіане Пільке (нім. Christiane Pielke, 12 травня 1963) — німецька плавчиня.
Учасниця Олімпійських Ігор 1984, 1988 років.